# The Moog Cookbook
The Moog Cookbook est un duo de musique électronique formé par Brian Kehew et Roger Joseph Manning Jr. Leur musique est à la frontière de l'hommage et de la parodie, et jouée exclusivement sur des synthétiseurs analogiques, principalement sur des modèles Moog.
Leur discographie est formée de trois albums, comportant des reprises (en version instrumentale pour les deux premiers) de morceaux grunge et alternatifs (1er album) et de classiques rock des années 1970 (2e album). Leur troisième album comprend des reprises et des remixes provenant de sessions antérieures et de projets parallèles. Le duo a également participé à la bande originale du documentaire "Moog", qui retrace l'histoire de cet instrument.

## Discographie
- The Moog Cookbook (1995)
- Ye Olde Space Bande (1997)
- Moog soundtrack (2004)
- Bartell (2006)